# Chalkon
Chalkon (nazwa systematyczna: 1,3-difenylo-2-propen-1-on, benzylidynoacetofenon) – organiczny związek chemiczny z grupy nienasyconych ketonów aromatycznych.
Może być otrzymany np. w reakcji acetofenonu z benzaldehydem w obecności zasady: